# Kvarnsjön (Hovmantorps socken, Småland)
Kvarnsjön är en sjö i Lessebo kommun i Småland och ingår i Ronnebyåns huvudavrinningsområde. Sjön har en area på 0,239 kvadratkilometer och ligger 149,4 meter över havet. Sjön avvattnas av vattendraget Fagerekeån.

## Delavrinningsområde
Kvarnsjön ingår i det delavrinningsområde (629375-146400) som SMHI kallar för Inloppet i Öjen. Medelhöjden är 204 meter över havet och ytan är 53,72 kvadratkilometer. Det finns inga avrinningsområden uppströms utan avrinningsområdet är högsta punkten. Fagerekeån som avvattnar avrinningsområdet har biflödesordning 3, vilket innebär att vattnet flödar genom totalt 3 vattendrag innan det når havet efter 85 kilometer. Avrinningsområdet består mestadels av skog (86 procent). Avrinningsområdet har 1,5 kvadratkilometer vattenytor vilket ger det en sjöprocent på 2,8 procent.